# Лип'ятінка
Лип'ятінка — річка в Україні у Хмільницькому районі Вінницької області. Ліва притока річки Сальницька (басейн Південного Бугу).

## Опис
Довжина річки 8 км, найкоротша відстань між витоком і гирлом — 6,61  км, коефіцієнт звивистості річки — 1,21 . Формується багатьма безіменними струмками та загатами.

## Розташування
Бере початок на південно-східній стороні від села Гнатівка. Тече переважно на південний схід через села Лип'ятин та Морозівку. На південній околиці Морозівки впадає у річку Сальницька, ліву притоку Сниводи.

## Цікаві факти
- У XIX столітті у селах Лип'ятин та Морозівка існували вітряні та водяні млини[3].